# Niemand hat gesagt
Niemand hat gesagt ist ein Lied des deutschen Schauspielers Tobias Schenke aus dem Jahr 2003, in Kooperation mit dem deutschen Popsänger Kane (Adel Tawil).

## Entstehung und Artwork
Geschrieben wurde das Lied von Jörn Hedtke, Annette Humpe, Sebastian Kirchner, Tobias Schenke, Kanyee Tracks und Toni Works. Abgemischt und produziert wurde das Lied von Sebastian Kirchner, Kanyee Tracks und Toni Works, gemastert wurde die Single von Chris Zippel. Die Single wurde unter dem Musiklabel Polydor veröffentlicht. Auf dem Cover der Maxi-Single ist – neben der Aufschrift des Künstlers und des Liedtitels – das Gesicht von Tobias Schenke zu sehen. Die Fotografie stammt von Jim Rakete und die Artworkarbeiten von WAPS. Die Aufnahmen fanden in Adel Tawils Trackworks Studio statt.

## Veröffentlichung und Promotion
Die Erstveröffentlichung der Single fand am 26. Mai 2003 in Deutschland, Österreich und der Schweiz statt. Die Maxi-Single enthält neben der Singleversion auch eine Extended Version des Liedes, sowie das Lied Kreis als B-Seite. Neben der regulären Singleveröffentlichung gibt es auch eine Maxi-Single mit nur zwei Liedern, die die Singleversion und die Extended Version von Niemand hat gesagt beinhaltet. Bei den ersten gepressten Singles wurde Adel Tawil noch unter dem Pseudonym „Kane“ aufgeführt, nach einer Neuauflage der Single wurde er unter seinem richtigen Namen Adel geführt.
Das Lied ist bis heute auf keinem Studioalbum von Schenke oder Tawil zu finden, es ist einzig auf den Samplern The Dome Vol. 26 und Megahits 2003 – Die Zweite zu finden.

## Inhalt
Der Liedtext zu Niemand hat gesagt ist in deutscher Sprache verfasst. Die Musik wurde von Annette Humpe, Sebastian Kirchner, Kanyee Tracks und Toni Works; der Text von Jörn Hedtke, Annette Humpe und Tobias Schenke geschrieben. Musikalisch bewegt sich das Stück im Bereich der Rap- und Rockmusik. Die Strophen werden von Schenke gerappt und der Refrain von Tawil gesungen. In dem Lied geht es um eine Beziehung, die von Anfang an, wegen Fehlern beider Partner, zum Scheitern verdammt war.

„Niemand hat gesagt, dass es leicht ist,

es war tausend Mal härter als es schien,

doch dass wir so voller hass voreinander stehen,

das haben wir nicht verdient. (Das haben wir nicht verdient)“

## Musikvideo
Im Musikvideo ist Schenke zu sehen, der an einem regnerischen Abend, in einem dunklen Raum, das Lied singt. Während des Refrains ist Tawil zu sehen, der das Lied in einer Art Abstellkammer singt. Zwischendrin ist immer wieder eine Handlung eines Paares zu sehen, deren Beziehung aus dem Ruder läuft. Das Video hat eine Gesamtlänge von 3:26 Minuten. Regie führten Conchita Soares und Bernard Wedig, produziert wurde das Video von Cornelius Rönz.

## Mitwirkende
| Lied - Jörn Hedtke: Liedtexter - Annette Humpe: Komponist, Liedtexter - Sebastian Kirchner: Abmischung, Komponist, Musikproduzent - Tobias Schenke: Komponist, Liedtexter, Rap - Adel Tawil (Kane): Gesang - Kanyee Tracks: Komponist, Mischer, Musikproduzent - Toni Works: Abmischung, Komponist, Musikproduzent - Chris Zippel: Mastering Artwork - Jim Rakete: Fotograf (Cover) Unternehmen - Polydor: Musiklabel - Trackworks Studio: Aufnahmestudio - Universal Music Group: Vertrieb - WAPS: Artwork | Musikvideo - Alexander Bscheidl: Materialassistent - Simone Eichhorn: Styling - Tim Günther: Produktionsassistent - Alexander Heinrich: Beleuchter - Frank Hoffmann: Erste Filmaufnahmeleitung - Kim Howland: Kameraassistent - Bernhard Klinglmaier: Make-up - Markus Koch: Playbackoperator - Marc Lubosch: Beleuchter - Julia Marciniak: Szenenbild - Moritz Martin: Beleuchter - Alexander Münzer: Produktionsassistent - Cornelius Rönz: Filmproduzent - Christian Rost: Runner - Clife Sacke: Kameramann - Andreas Schmidt: Filmproduktionsleitung - Oliver Senkpaul: Runner - Conchita Soares: Regisseurin - Bernard Wedig: Regisseur - Beatrice Wickerath: Beleuchter |

## Chartplatzierungen
Niemand hat gesagt erreichte in Deutschland Rang 85 der Singlecharts und konnte sich zwei Wochen in den Charts platzieren. Für beide Interpreten stellt dies den ersten Charterfolg dar. Für Tawil ist es die erste Solosingle, die er nach dem Ende von The Boyz aufnahm.